# X32 (Atari)
X32 ist ein historisches Musikformat für den Atari ST. Zum Abspielen wird vom Betriebssystem die XBIOS-Funktion Nr. 32 („dosound“) bereitgestellt, welche die Musik im Hintergrund ausgibt. Auf diese Weise ist es möglich, mit geringem Programmieraufwand eine Anwendung mit Hintergrundmusik oder Soundeffekten zu unterlegen. Die Funktion ist in sämtlichen Versionen des Betriebssystems TOS verfügbar, somit auch auf dem inoffiziellen Atari-Nachfolger Milan.